# 小鯉牛胭脂魚
小鯉牛胭脂魚為輻鰭魚綱鯉形目亞口魚科的其中一種，為溫帶淡水魚。

## 分布
本魚原產於北美洲加拿大及美國，在加拿大主要分布於流經亞伯達省、薩斯喀徹溫省及曼尼托巴省的牛奶河(Milk River)、溫尼伯湖；在美國主要分布於伊利湖、俄亥俄河、密西西比河、田納西河、密蘇里河等流域，從愛達荷州、蒙大拿州至明尼蘇達州，南迄路易斯安那州、阿肯色州、阿拉巴馬州等，亦引入亞利桑納州、加州洛杉磯地區。同時也被引進中美洲古巴、歐洲保加利亞、羅馬尼亞、亞洲約旦、烏茲別克。

## 特徵
本魚體粗壯，成紡錘形，吻圓鈍，體色為鐵灰色至青銅色，腹部淡黃色至白色，體被圓鱗，尾鰭叉型，體長可達123公分，體重可達31.9公斤，年齡可達112年。

## 生態
為底棲性魚類，主要棲息在泥底質、水生植物生長茂密、水質稍混濁的小型至大型河川、湖泊、溝渠、水庫等，屬雜食性，以橈腳類、昆蟲、藻類、枝角類、孑孓、浮游植物等為食，偏好水溫31°C至 34°C，繁殖期在4至6月，雌魚生長約47公分、雄魚生長約30至32公分時性成熟，雌魚會同時與數尾雄魚交配。雌魚會將卵產在水生植物上，一次可產25萬顆卵。在野外也發現與小口牛胭脂魚雜交種，但似乎沒有對其族群產生負面影響

## 經濟利用
具經濟價值的食用魚、養殖魚及游釣魚。

## 擴展閱讀
維基物種上的相關：小鯉牛胭脂魚